# 7673 Inohara
7673 Inohara è un asteroide della fascia principale. Scoperto nel 1995, presenta un'orbita caratterizzata da un semiasse maggiore pari a 2,4324728 UA e da un'eccentricità di 0,1804757, inclinata di 1,86762° rispetto all'eclittica.